# Domenica è sempre domenica
Pour plus de détails, voir Fiche technique et Distribution.
Domenica è sempre domenica est une comédie italienne réalisée par Camillo Mastrocinque et sortie en 1958.

## Synopsis
Les mésaventures de quelques candidats dans leur tentative de participer à l'émission de télévision Il Musichiere, et de gagner le prix final.
L'ingénieur Alberto Carboni, grand industriel, riche et marié à une belle femme, a une vie pleine de satisfactions, mais sa passion pour le chant et sa vanité le poussent à vouloir passer à la télévision. À cette fin, il profite d'une connaissance fortuite d'Achille Togliani pour pouvoir participer à l'émission. Togliani le laisse faire parce qu'il s'est entiché de Luciana, la femme d'Alberto. Il ne gagne pas, mais réussit tout de même à interpréter une chanson comique qui le rend ridicule aux yeux de Luciana, qui rejette les avances de Togliani, du moins pour l'instant.
La timide Maria Luisa, fille simple et étudiante modèle, est inscrite à l'émission par sa mère, snob et désireuse d'admirer sa fille à la télévision. La jeune fille, d'abord contrariée, tentera de gagner afin de rembourser les dettes de son père, dont la manie du jeu a presque ruiné la famille : malgré le comportement injuste d'Alberto, Maria Luisa gagnera.
Parmi les autres candidats, la serveuse bolognaise Lisa, grande cuisinière et experte en chansons, est également admise. Elle ne gagnera pas mais, après avoir quitté son modeste emploi précédent, elle recevra des offres d'emploi beaucoup plus intéressantes.
Les perdants et les gagnants auront, les uns plus, les autres moins, l'illusion d'un certain succès auprès du public.

## Fiche technique
- Titre original italien : Domenica è sempre domenica[1]
- Réalisateur : Camillo Mastrocinque
- Scénario : Oreste Biancoli, Vittorio Metz, Alberto Sordi, Roberto Gianviti (it), Dino Verde (it), Rodolfo Sonego
- Photographie : Alvaro Mancori
- Montage : Roberto Cinquini (it)
- Musique : Gorni Kramer
- Décors : Beni Montresor
- Production : Ermanno Donati (it), Luigi Carpentieri
- Société de production : Athena Cinematografica
- Pays de production :  Italie
- Langue originale : italien
- Format : Noir et blanc - Son mono - 35 mm
- Durée : 90 minutes
- Genre : Comédie
- Dates de sortie :
  - Italie : 5 avril 1958

## Distribution
- Ugo Tognazzi : Ugo, l'ancien employeur de Luisa
- Vira Silenti : la femme d'Ugo
- Mario Riva : lui-même
- Lorella De Luca : Maria Luisa Castaldi, l'étudiante en langues
- Alberto Sordi : l'ingénieur Alberto Carboni
- Vittorio De Sica : le commandant Marcello Castaldi, le père de Maria Luisa
- Andreina Pagnani : Comtesse Clotilde, la femme du commandant et la mère de Maria Luisa
- Dorian Gray : Luciana, la femme d'Alberto
- Yvette Masson : la cuisinière Lisa Marchesini, candidate à la Musichiere
- Achille Togliani : lui-même
- Virgilio Riento : l'huissier de justice
- Dolores Palumbo : concierge de la maison d'Ugo
- Gabriele Antonini : Giancarlo, le fiancé de Maria Luisa
- Giampiero Littera : Ciccio, le frère de Maria Luisa
- Mario Ambrosino : Franco Bragadin
- Gorni Kramer : lui-même
- Alberto Rabagliati : lui-même
- Dario Fo : un passager du train
- Gianni Partanna : Arturo, un invité de la maison des Castaldi
- Enzo Garinei : Pinuccio, amant non partagé de Maria Luisa
- Piera Arico : Assistant de production télévisuelle
- Ciccio Barbi : le prêtre dans le train